# نينجا كروسايدر
نينجا كروسايدر (بالإنجليزية: Ninja Crusaders)‏، هي لعبة فيديو يابانية من نوع منصات، تم تطويرها من ستوديو إن إم كاي، ونشرها سيغا سامي، صدرت اللعبة في الأسواق بتاريخ 19 ديسمبر 1990، وتعمل حصرياً لمنصة نينتندو إنترتينمنت سيستم.